# Sedlartsi
Sedlartsi (bulgariska: Седларци) är en ort i Bulgarien.   Den ligger i kommunen Obsjtina Ardino och regionen Kărdzjali, i den södra delen av landet, 190 km sydost om huvudstaden Sofia. Antalet invånare är 118.